# Imanol Estévez
Imanol Estévez Salas, nacido el 11 de enero de 1993 en Vitoria, es un ciclista español. 
Corrió como profesional en el equipo vasco Murias Taldea. En su paso por la categoría amateur convocado varias veces por Selección española sub-23 llegando a correr el mundial sub-23 de 2014, mundial sub-23 de 2015 y el Tour del Porvenir. En 2014 fue el sub-23 español con más victorias de la temporada, 11, destacando la consecución de Vuelta a Cantabria más una etapa y otra etapa en la Vuelta a León.
Consiguió su primera victoria como profesional en la primera etapa de la Vuelta al Alentejo, de 157km con inicio en Portalegre y final en la subida de Castelo de Vide.
El 4 de abril de 2017 anunció su retirada del ciclismo tras dos temporadas y media como profesional y con 24 años de edad alegando que no estaba disfrutando con lo que hacía, ni tenía ilusión por su trabajo. A partir de ahora se dedicará a su vocación, la aviación.

## Palmarés
2016
- 1 etapa de la Vuelta al Alentejo

## Equipos
- Naturgas Energía (2012-2013)
- Zirauna-Infisport-Alavanet (2014)
- Murias Taldea (2015-04.2017)